# Armadillidium bosniensis
Armadillidium bosniensis är en kräftdjursart som beskrevs av Hans Strouhal 1939. Armadillidium bosniensis ingår i släktet Armadillidium och familjen klotgråsuggor. Inga underarter finns listade i Catalogue of Life.